# La nausea
La nausea è un romanzo di Jean-Paul Sartre, scritto nel 1932 e pubblicato nel 1938, dopo numerose radicali revisioni (nel 1934, nel 1936 e, infine, nel 1938).
In origine l'opera prendeva il titolo di Melancholia, in onore dell'omonima incisione del pittore Albrecht Dürer. Fu l'editore Gallimard a chiedere all'autore di cambiare il titolo, non ritenendolo sufficientemente "affabile" per il pubblico, in La Nausée.

## Trama

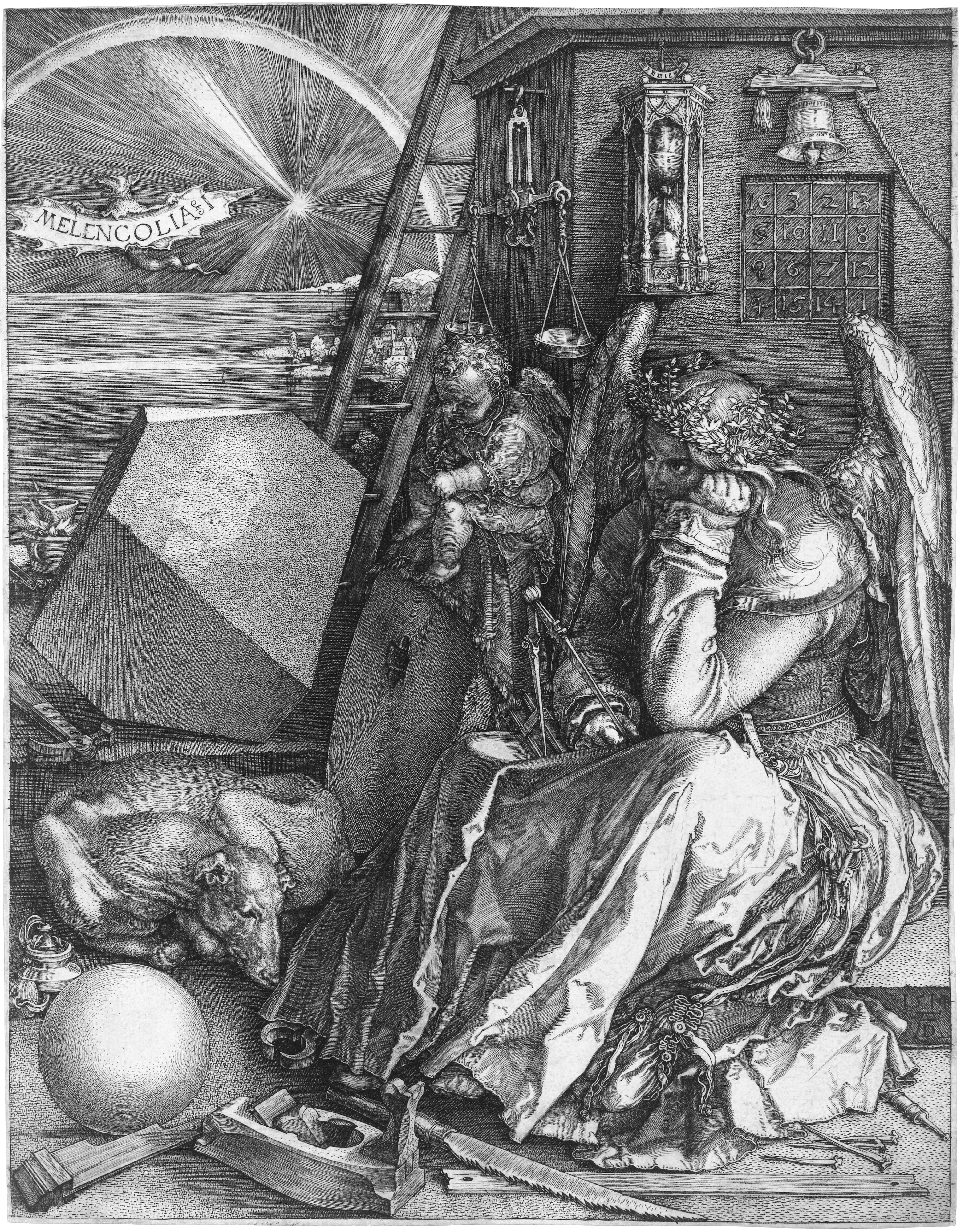
Melencolia I di Dürer.

Poiché La Nausée non è un romanzo nel senso stretto del termine, bensì una sorta di "diario filosofico" del protagonista (Antoine Roquentin), e vista la sua complessità interna, non è semplice definirne una trama precisa. Tuttavia, nella prima edizione del libro fu Sartre stesso a cercare di tracciarla, nel tentativo di dare al lettore i dati essenziali della storia e dei personaggi.

## Ambientazione
È largamente accettato che Bouville, città fittizia in cui viene ambientato il romanzo, rappresenti Le Havre, in cui Sartre visse e insegnò negli anni trenta, gli stessi in cui scrisse La Nausea.

## Personaggi
- Antoine Roquentin: età di circa trent'anni, studioso di storia, la sua solitudine lo porta a comprendere che è l'uomo a dare costantemente un senso nobile e alto alla propria esistenza. Questa consapevolezza porta il protagonista ad esser nauseato di sé stesso e del mondo che lo circonda.

- L'autodidatta: studia in ordine alfabetico i libri della biblioteca, la stessa frequentata da Roquentin. Viene però cacciato dalla biblioteca per aver tentato di sedurre un adolescente. Ateo, socialista, umanitarista e ottimista, è il simbolo dell'illusione della cultura; nel romanzo tuttavia si lascia presagire la disillusione dell'Autodidatta dall'umanitarismo in seguito all'episodio della biblioteca.

- Anny: ex-fidanzata di Roquentin, è un'attrice trentenne ormai mantenuta dall'amante di turno. Anche Anny giunge alla consapevolezza della vanità dell'esistenza.

## Visione filosofica
Secondo la visione esistenzialista di Sartre, la nausea è una dimensione metafisica ed un atteggiamento psicologico nei confronti dell'esistenza. La condizione dell'uomo, che l'autore definisce "orrore di esistere" viene intesa, dunque, come solitaria ed angosciosa. Sebbene viva in società, l'individuo è solo in ogni istante, e dunque è condannato a decidere in modo autonomo come agire. L'esistenzialismo si realizza quindi nella categoria della libertà e nella consapevolezza che tale libertà dia più importanza alle nostre azioni. La posizione sartriana espressa nel romanzo non suggerisce però una visione pessimistica della realtà, bensì ottimistica, poiché concepisce l'uomo come detentore di libertà intellettuale e morale. Il romanzo si conclude su una nota positiva: avendo accettato che la realtà e la vita stessa siano prive di un significato intrinseco, Antoine Roquentin è finalmente libero di imprimere una direzione alla propria esistenza e sceglie la strada della creazione artistica.

## Edizioni italiane
- Jean Paul Sartre, La nausea, traduzione di Bruno Fonzi, Collana I Coralli n.13, Torino, Giulio Einaudi Editore, 1948,  p. 279.
- Jean-Paul Sartre, La nausea, 13 ed., collana Einaudi Tascabili. Classici moderni, Einaudi, 1999,  p. 238, ISBN 88-06-11727-0.